# Dead End Festival
Dead End Festival (zkráceně DEF) je hudební festival, který se každoročně koná poslední listopadový pátek v Českých Budějovicích. Festival pořádá od roku 2009 českobudějovická kapela Satisfucktion s podporou značky Budweiser Budvar a od pátého ročníku festivalu (2013) také s přispěním Statutárního města České Budějovice v rámci "Dotačního programu města České Budějovice na podporu kultury". Cílem festivalu je představit „to nejlepší z české klubové scény“.

## Průběh
Na festivalu probíhá více paralelních vystoupení na několika pódiích současně, přičemž vystoupení každé hudební skupiny trvá zpravidla 30 minut. Mezi jednotlivými vystoupeními jsou 20minutové přestávky.
První ročníky festivalu se konaly v KD Vltava, později se festival přesunul blíže k městskému centru a jednotlivé stage byly umístěny do několika hudebních klubů (viz dále). Celý poslední ročník festivalu se odehrál pouze v KD Gerbera.

## Jednotlivé ročníky
Dosud proběhlo 5 ročníků Dead End Festivalu. Níže je uveden seznam účinkujících jednotlivých ročníků, kde podtržená stage je hlavní pódium.

### 2009
První ročník festivalu se konal 27.11.2009 v KD Vltava. Vystoupilo 18 kapel na dvou podiích.
| Realitynajihu.cz stage - Diaryba - The Old Four - Dievision - Atari Terror - The.Switch - Satisfucktion - Locomotive - Hazydecay (nemoc) - Who Killed Marilyn? - OSA Killers | namaX Stage - Inverted - Wade - VVV (současní "Vees") - Existence - Object - Bundy Tad - Dirty Game - Back in Sale |

### 2010
Druhý ročník festivalu se konal 26.11.2010 v KD Vltava. Vystoupilo 17 kapel na dvou podiích.
| Budweiser Budvar Stage - Sin-Dick-8 - Projekt Parabelum - Bethrayer - Boerboel - X-Core - Crashpoint - Dark Gamballe - Satisfuction - Hazydecay | Radio Sound Wave Stage - Point Blank Range - The Blackstone Chronicles - Psychospank - E.O.S. - Pub Animals - Momma Knows Best - h.USA - Dead Set Against |

### 2011
Třetí ročník festivalu se konal 25.11.2011 ve třech klubech (KD Gerbera - 2 podia, Mighty Bar Velbloud, Marty's Club). Vystoupilo zde 29 kapel na čtyřech podiích.
| Budweiser Budvar Stage KD Gerbera - Another Fake Heroes - Rattle Bucket - X-Left To Die - Hentai Corporation - Locomotive - Atari Terror - Satisfucktion - Insania | namaX Stage KD Gerbera - Inverted - Dirty Blondes - Apatheia - Shatter - Colp - Ingrowing - Dying Passion | Marty's Stage Marty's Club - Never Hope - Boerboel - My Funeral - Momma Knows Best - Dievision - Memories of Peril - Beissert | Velbloud Stage Mighty Bar Velbloud - Macheta (nemoc) - náhrada: Gutalax - Mineral Collaps - Shogun Tokugawa - Gride - Anyway (nemoc) - Gorilla Monsoon - Up!Great |

### 2012
Čtvrtý ročník festivalu se konal 30.11.2012, ve dvou klubech (KD Gerbera - 3 podia, Mighty Bar Velbloud). Nově se na festivalu objevuje akustická stage. Vystoupilo zde 28 kapel na čtyřech podiích.
| Budweiser Budvar Stage KD Gerbera - All The Secrets Inside - Streetmachine - The Truth Is Out There - První hoře - HC3 - The.Switch - Satisfucktion - Insense - Dimebags From Hell | Radio Sound Wave Stage KD Gerbera - The Hump - Mindwork - NIL - Better Way - Isacaarum - Scream of the Lambs - sic.engine - Snail | namaX Acoustic stage KD Gerbera - Another Fake Heroes - Clawed Forehead - Rattle Bucket - Atari Terror | Velbloud Punk Stage Mighty Bar Velbloud - The Hope - Rivers - Thunderbirds - Bitch & Chips - Gauneři - Crushing Caspars - Bonsai Kitten |

### 2013
Pátý ročník festivalu se konal 29.11.2013 v KD Gerbera. Na festivalu vystoupilo 22 kapel na třech podiích. Kromě koncertů se mohli návštěvníci festivalu zúčastnit také workshopu firmy Salvation Mods a besedy Hudební masakry vedené hudebním publicistou Jardou Konášem.
| Budweiser Budvar Stage - All The Secrets Inside - Proximity - Shadow Area - Aivn's Naked Trio - Atari Terror - Hentai Corporation - Satisfucktion - Pipes and Pints - Dirty Blondes | Radio Sound Wave Stage - Noncitizen - Dead Set Against - Ionatan - Born Again - Five Seconds to Leave - Skywalker - CheckPoint - Gutalax - Neurotic Machinery | namaX Acoustic stage - Seeking Horizon - OSA Killers - Vees - NIL |

### 2014
Šestý ročník festivalu se konal 28.11.2014 v KD Gerbera. Na festivalu vystoupilo 22 kapel na čtyřech pódiích, z nichž jedno se nacházelo v Restauraci Gerbera. Mimo koncertů se návštěvníci festivalu opět mohli zúčastnit workshopů firmy Salvation Mods, které se konaly na akustické stage.
| Budweiser Budvar Stage - The Ownroadies - Rooms of Silence - Who Killed Marilyn? - Insania - All These Memories - Satisfucktion - Krucipüsk - Locomotive - Prague Conspiracy | Horní stage - Kuzimu Mabaya - Overloaded - БУТ - Backfist - City Lights - Mean Messiah - Lahar - Brainscan | Acoustic stage - IAN - Space Magic Blues - Adam Morkus | Restaurace Gerbera - Strong Coffee - Groovin' High |

### 2015
Sedmý ročník festivalu se konal 27.11.2015 v KD Gerbera. Na festivalu vystoupilo 21 kapel na třech podiích. Hlavním tahounem ročníku měla být velšská skupina Skindred, která se ovšem rozhodla namísto Dead End Festivalu odehrát koncert ve Wembley Aréně v Londýně, kde nahradila kapelu Papa Roach na jejich společném turné s kapelou Five Finger Death Punch. Na poslední chvíli tak byli zrušení Skindred nahrazeni německými Dust Bolt, Atari Terror a Locomotive.
| Budweiser Budvar Stage - The Drain - Just For Being - Animé - rust2dust - Queens of Everything - Chemia - Satisfuction - Atari Terror - Dust Bolt - Kurtizány z 25. avenue | Horní stage - Black Velvet Suicide - Pilot Season - John Wolfhooker - X-Core - The Truth Is Out There - Locomotive - Endless - F.O.B. | Acoustic stage - Láďa Latka - A SweetWater Trick - Zdeněk Bína |

## Spolupráce s FajtFest
Počínaje rokem 2016 zahájil tým Dead End Festivalu spolupráci s hudebním open air festivalem FajtFest, který se od roku 2009 koná každoročně v červenci na Fajtově kopci ve Velkém Meziřící. Cílem spolupráce je mj. společné hledání kapel a vzájemná výměna zkušeností.